# Ali ibn Jusuf
Ali ibn Jusuf (arab. علي بن يوسف بن تاشفين = Ali ibn Jusuf ibn Taszfin, zm. 1143) – władca Maroka z dynastii Almorawidów, syn Jusufa ibn Taszfina i hiszpańskiej chrześcijanki.

## Życiorys
Ali ibn Jusuf urodził się w II połowie XI wieku w pozostającej pod wpływami andaluzyjskiej kultury Ceucie. Tam też dorastał i kiedy objął władzę po swoim ojcu w 1106 roku, na stanowiska w swojej administracji mianował przede wszystkim Andaluzyjczyków oraz wspierał naukę i literaturę. 
W czasie swoich rządów Ali ibn Jusuf często musiał stawiać czoła przywódcom plemiennym, buntującym się przeciw władzy Almorawidów. W tym celu utworzył oddziały najemnicze, złożone z chrześcijańskich żołnierzy pod dowództwem Revertera. 
W walkach w Europie Ali ibn Jusuf początkowo odnosił sukcesy - w 1110 roku zajął Saragossę, a 1115 udało mu się wypędzić Pizańczyków z archipelagu Balearów. Szybko dochodziło jednak do ataków odwetowych, w wyniku których w 1114 roku Nawarrowie zajęli Tudelę, a w 1118 roku Aragończycy odbili z powrotem Saragossę. Almorawidzi ponieśli również klęskę przeciw Aragończykom w 1125 roku pod Luceną. Ekspansję Aragonii powstrzymało dopiero zwycięstwo Alego ibn Jusufa pod Fragą w 1134 roku. W kolejnych latach do Maroka przesiedlono część Mozarabów, żeby pozbawić chrześcijańskich Andaluzyjczyków potencjalnych popleczników w walkach przeciw Almorawidom.
Za rządów Alego ibn Jusufa doszło do upadku religijnej doktryny Almorawidów, których duchowni zaczęli domagać się prawa do głoszenia własnych interpretacji. Było to o tyle istotne dla przyszłości dynastii, że w luźno zorganizowanym Maroku z jego silnymi przywódcami poszczególnych prowincji legitymizacja władzy Alego ibn Jusufa płynęła w dużej mierze ze zgodnego poparcia islamskich uczonych. Upadek doktryny wyznawanej przez Almorawidów umożliwił później rozpowszechnienie się nauki Ibn Tumarta, a w konsekwencji wzrost znaczenia popieranych przez niego Almohadów.
W architekturze marokańskiej czasów Alego ibn Jusufa widoczne są silne wpływy andaluzyjskie. Za jego rządów wybudowano pałac oraz meczet i medresę w Marrakeszu, a także przebudowano Wielki Meczet w Tilimsanie i Meczet Al-Karawijjin w Fezie.